# Leonard Senell
Axel Leonard Senell, född 1 juni 1836 i Rättviks församling, Kopparbergs län, död 3 oktober 1901 i Kristianstad, var en svensk jurist och politiker.
Senell blev 1855 student vid Uppsala universitet, där han avlade filosofie kandidatexamen 1860 och examen till rättegångsverken 1866. Han blev extra ordinarie notarie i Svea hovrätt sistnämna år, auskultant i Skånska hovrätten 1867, vice häradshövding 1868, tillförordnad fiskal i Skånska hovrätten 1869, adjungerad ledamot där 1870 och var därjämte auditör vid Vendes artilleriregemente 1874–1878. Senell blev assessor i Skånska hovrätten 1878 och hovrättsråd där 1892. Han var ledamot av riksdagens andra kammare för Kristianstads och Simrishamns valkrets 1880–1881. Senell var även kommunalman. Han blev riddare av Nordstjärneorden 1890.
Leonard Senell var gift med Josefina Charlotta Falkengren (född 1858). Han är begraven på Östra begravningsplatsen i Kristianstad.